# David Schnegg
David Schnegg (Mils bei Imst, 29 settembre 1998) è un calciatore austriaco, difensore del D.C. United.

## Caratteristiche tecniche
È un terzino sinistro aggressivo e che spinge molto in fase offensiva.

## Carriera

### Club
Inizia la propria carriera professionistica fra le file del WSG Swarovski Tirol, con cui sigla il suo primo contratto professionistico l'8 gennaio 2018. Debutta il 3 marzo seguente in occasione del match di Erste Liga perso 3-2 contro il Kapfenberger; successivamente gioca in seconda serie con Liefering e Juniors OÖ riuscendo a trovare una discreta continuità.
Viene poi acquistato dal LASK, con cui gioca il suo primo incontro di Bundesliga il 10 agosto 2019 scendendo in campo con la maglia del LASK contro l'Admira Wacker M..
Dopo avere trovato poco spazio al LASK, il 17 agosto 2020 viene ceduto in prestito al WSG Swarovski Tirol.
L'11 giugno 2021 viene ceduto al Venezia. Il 15 agosto fa il suo esordio con i lagunari in occasione della sfida di Coppa Italia contro il Frosinone, vinta ai calci di rigore. In Serie A esordisce 12 giorni dopo, giocando titolare la gara in casa dell'Udinese, persa per 3-0.
Dopo aver collezionato solo 4 gettoni nella prima parte di stagione con i lagunari, il 15 gennaio 2022 passa in prestito al Crotone. L'esordio arriva sette giorni dopo, nella partita in casa del Como. Il 18 aprile segna la prima rete in un campionato italiano, nel pareggio per 1-1 in casa della SPAL.
Il 15 giugno 2022 fa ritorno in patria firmando un quadriennale per lo Sturm Graz.

### Nazionale
Nel 2020 ha giocato 4 partite con la nazionale austriaca Under-21.
Il 6 giugno 2023 viene convocato per la prima volta in nazionale maggiore. Esordisce il 7 settembre 2023 nell'amichevole pareggiata 1-1 contro la Moldavia.

## Statistiche

### Presenze e reti nei club
Statistiche aggiornate al 18 aprile 2024.
| Stagione                                 | Squadra                                  | Campionato                               | Campionato | Campionato | Coppe nazionali | Coppe nazionali | Coppe nazionali | Coppe continentali | Coppe continentali | Coppe continentali | Altre coppe | Altre coppe | Altre coppe | Totale | Totale | Totale |
| Stagione                                 | Squadra                                  | Comp                                     | Pres       | Reti       | Comp            | Pres            | Reti            | Comp               | Pres               | Reti               | Comp        | Pres        | Reti        | Pres   | Reti   |        |
| ---------------------------------------- | ---------------------------------------- | ---------------------------------------- | ---------- | ---------- | --------------- | --------------- | --------------- | ------------------ | ------------------ | ------------------ | ----------- | ----------- | ----------- | ------ | ------ | ------ |
| gen.-giu. 2018                           | WSG Swarovski Tirol                      | 1L                                       | 15         | 2          | CA              | 0               | 0               |                    | -                  | -                  |             | -           | -           | 15     | 2      |        |
| 2018-2019                                | Liefering                                | 2L                                       | 16         | 1          | CA              | 0               | 0               |                    | -                  | -                  |             | -           | -           | 16     | 1      |        |
| 2019-2020                                | Juniors OÖ                               | 2L                                       | 14         | 1          | CA              | 0               | 0               |                    | -                  | -                  |             | -           | -           | 14     | 1      |        |
| 2019-2020                                | LASK                                     | BL                                       | 2          | 0          | CA              | 1               | 0               | UEL                | 0                  | 0                  |             | -           | -           | 3      | 0      |        |
| 2020-2021                                | WSG Swarovski Tirol                      | BL                                       | 29         | 2          | CA              | 2               | 0               |                    | -                  | -                  |             | -           | -           | 31     | 2      |        |
| Totale WSG Wattens / WSG Swarovski Tirol | Totale WSG Wattens / WSG Swarovski Tirol | Totale WSG Wattens / WSG Swarovski Tirol | 44         | 4          |                 | 2               | 0               |                    | -                  | -                  |             | -           | -           | 46     | 0      |        |
| 2021-gen. 2022                           | Venezia                                  | A                                        | 4          | 0          | CI              | 3               | 0               | -                  | -                  | -                  | -           | -           | -           | 7      | 0      |        |
| gen.-giu. 2022                           | Crotone                                  | B                                        | 15         | 1          | CI              | 0               | 0               | -                  | -                  | -                  | -           | -           | -           | 15     | 1      |        |
| 2022-2023                                | Sturm Graz                               | BL                                       | 30         | 3          | CA              | 5               | 0               | UCL+UEL            | 2+2                | 0                  | -           | -           | -           | 39     | 3      |        |
| 2023-2024                                | Sturm Graz                               | BL                                       | 23         | 0          | CA              | 3               | 1               | UCL+UEL+UECL       | 1+3+2              | 0                  | -           | -           | -           | 32     | 1      |        |
| Totale Sturm Graz                        | Totale Sturm Graz                        | Totale Sturm Graz                        | 53         | 3          |                 | 8               | 1               |                    | 10                 | 0                  |             | -           | -           | 71     | 4      |        |
| Totale carriera                          | Totale carriera                          | Totale carriera                          | 148        | 10         |                 | 14              | 1               |                    | 10                 | 0                  |             | -           | -           | 172    | 11     |        |

### Cronologia presenze e reti in nazionale
| Cronologia completa delle presenze e delle reti in nazionale ― Austria | Cronologia completa delle presenze e delle reti in nazionale ― Austria | Cronologia completa delle presenze e delle reti in nazionale ― Austria | Cronologia completa delle presenze e delle reti in nazionale ― Austria | Cronologia completa delle presenze e delle reti in nazionale ― Austria | Cronologia completa delle presenze e delle reti in nazionale ― Austria | Cronologia completa delle presenze e delle reti in nazionale ― Austria | Cronologia completa delle presenze e delle reti in nazionale ― Austria |
| Data                                                                   | Città                                                                  | In casa                                                                | Risultato                                                              | Ospiti                                                                 | Competizione                                                           | Reti                                                                   | Note                                                                   |
| ---------------------------------------------------------------------- | ---------------------------------------------------------------------- | ---------------------------------------------------------------------- | ---------------------------------------------------------------------- | ---------------------------------------------------------------------- | ---------------------------------------------------------------------- | ---------------------------------------------------------------------- | ---------------------------------------------------------------------- |
| 7-9-2023                                                               | Linz                                                                   | Austria                                                                | 1 – 1                                                                  | Moldavia                                                               | Amichevole                                                             | -                                                                      |                                                                        |
| Totale                                                                 |                                                                        | Presenze                                                               | 1                                                                      |                                                                        | Reti                                                                   | 0                                                                      |                                                                        |

## Palmarès

### Club

#### Competizioni nazionali
- Campionato austriaco: 1

Sturm Graz: 2023-2024
- Coppa d'Austria: 2

Sturm Graz: 2022-2023, 2023-2024